# 吉田圭太
𠮷田 圭太（よしだ けいた、1998年8月31日 - ）は、広島県東広島市出身の陸上競技選手。専門は中距離・長距離走。世羅高等学校、青山学院大学地球社会共生部地球社会共生学科卒業。GMOインターネットグループ陸上競技部所属。

## 経歴
- 東広島市立高屋中学校2年時に第18回都道府県駅伝に出場[4]。3年時には全国中学陸上3000mで5位の成績を残している。
- 世羅高校では1・2年時の全国高校駅伝2連覇に貢献。3年時は主将を務めた[5]。2016年の全国高校総体で5000m14位。国体5000mでは2位に輝く。高校時代は都道府県駅伝に3年連続で出場した。
- 2017年、青山学院大学に入学。1年時は目立った成績は残せず、出雲駅伝・全日本大学駅伝でメンバー入りするものの出場はならなかった。
- 2年時はトラック・ロードともに実力を遺憾なく発揮。9月の日本インカレ5000mでは日本人トップの3位入賞[6]。10月の第30回出雲駅伝では4区で区間賞を獲得し、優勝に貢献[7]。11月の第50回全日本大学駅伝でも6区で区間賞を獲得。先頭の東海大学との差を24秒から11秒に縮める走りで、7区での首位逆転を呼び込んだ[8]。第95回箱根駅伝では9区を担当。3位でタスキを受けると区間記録を狙ってハイペースで突っ込み、中盤以降も粘って9区歴代5位の好タイムで区間賞を獲得[9][10]。2位・東洋大との差を3分30秒も縮め、復路優勝に貢献した[11]。
- 3年時の日本インカレ5000mでは2年連続の3位入賞。第31回出雲駅伝では3区を担当。4位でタスキを受けると國學院大・駒澤大・東洋大と激しく競り合ったが、終盤のスパート勝負で競り負け4位のままタスキリレー。区間4位にとどまった。その後4区の神林勇太が区間新記録の走りでトップ・駒澤大と秒差無しの2位まで押し上げたが、5区の竹石尚人と6区の中村友哉が共に伸びきらず順位を落とし5位に終わる[12]。第51回全日本大学駅伝は7区を担当。3位でタスキを受けると順大と東海大を捉え、14.5kmで単独先頭に立つ好走を見せ、1位でアンカーの飯田貴之にタスキリレー。しかし、飯田は2秒差の2位でタスキを受けた東海大・名取燎太に4.3kmで並ばれるとそのまま突き離され2位に終わり、連覇はならなかった[13]。第96回箱根駅伝では1区を担当[14]。ハイペースの展開の中で先頭集団に食らいつき、トップと18秒差の7位でタスキリレー[15]。チームの往路優勝に貢献した[16][17]。
- 4年時の日本インカレ5000mでは8位に入り、3年連続入賞。第52回全日本大学駅伝で8区を担当し、1位でタスキを受ける。しかし2位の東海大・名取と3位の駒澤大・田澤廉に40秒前後あった差をわずか8.8kmで追いつかれると、10.6km過ぎで2人に引き離され3位に後退。13.3kmでは明大・鈴木聖人にもかわされ4位でフィニッシュ。青学大は7年振りに表彰台を逃し、𠮷田自身も区間11位に終わった[18][19]。第97回箱根駅伝は1区を担当。ペースの上げ下げが激しい展開の中で先頭集団に食らいつき、トップと18秒差の6位でタスキリレー[20][21][22]。
- 大学卒業後は同期の岩見秀哉と共に住友電工陸上競技部に所属する。
- 2024年10月31日をもって住友電工陸上競技部を退部する旨を、自身のInstagramにて発表。
- GMOインターネットグループ陸上競技部に加入する事がGMOインターネットグループから発表される。[23]

## 人物
- 父親も世羅高校出身で、高校時代（当時1年）に原晋（同3年）と1984年の高校駅伝で襷を繋いだことがある[24]。また、3年時には1区で区間賞を獲得している[25]。
- 読売新聞社『箱根駅伝ガイド決定版2020』の名鑑に、ホノルルマラソンを完走してきた宇野実彩子（AAA）が好きと書かれた[26]。さらにTBSテレビ『炎の体育会TV』で、宇野が会いたい人と選ばれていた[27]。

## 戦績

### 主な戦績
| 年     | 大会                                   | 種目(区間)     | 順位 | 記録          | 備考                    |
| ------ | -------------------------------------- | -------------- | ---- | ------------- | ----------------------- |
| 2013年 | 第18回全国都道府県対抗男子駅伝競走大会 | 6区(3km)       | 5位  | 8分59秒       | チーム総合6位           |
| 2014年 | 第64回全国高等学校駅伝競走大会         | 7区(5km)       | 2位  | 14分45秒      | チーム総合1位           |
| 2015年 | 第20回全国都道府県対抗駅伝競走大会     | 4区(10km)      | 21位 | 14分39秒      | チーム総合13位          |
| 2015年 | 第66回全国高等学校男子駅伝競走大会     | 4区(8.0875km)  | 8位  | 23分32秒      | チーム総合1位・大会連覇 |
| 2016年 | 第65回全国都道府県対抗男子駅伝競走大会 | 5区(8.5km)     | 3位  | 24分41秒      | チーム総合2位           |
| 2016年 | 第67回全国高等学校男子駅伝競走大会     | 1区(10km)      | 19位 | 30分33秒      | チーム総合7位           |
| 2017年 | 第22回全国都道府県対抗男子駅伝競走大会 | 1区(7km)       | 6位  | 20分20秒      | チーム総合26位          |
| 2018年 | ホクレンディスタンスチャレンジ2018     | 5000mB         | 4位  | 13分59秒21    |                         |
| 2018年 | 第87回日本学生陸上競技対校選手権大会   | 5000m          | 3位  | 14分08秒75    | 入賞                    |
| 2019年 | 第24回全国都道府県対抗男子駅伝競走大会 | 3区(8.5km)     | 3位  | 24分12秒      | 総合4位                 |
| 2019年 | 第73回香川丸亀国際ハーフマラソン       | ハーフマラソン | 6位  | 1時間01分46秒 | 自己記録                |
| 2019年 | 熊日30キロロードレース                 | 30km           | 2位  | 1時間29分47秒 |                         |
| 2019年 | 第88回日本学生陸上競技対校選手権大会   | 5000m          | 3位  | 13分43秒54    | 入賞、自己記録          |

### 大学駅伝戦績
| 学年(年度)      | 出雲駅伝                    | 全日本大学駅伝               | 箱根駅伝                         |
| --------------- | --------------------------- | ---------------------------- | -------------------------------- |
| 1年生(2017年度) | 第29回 ― - ― 出走なし       | 第49回 ― - ― 出走なし        | 第94回 ― - ― 出走なし            |
| 2年生(2018年度) | 第30回 4区-区間賞 18分00秒  | 第50回 6区-区間賞 37分29秒   | 第95回 9区-区間賞 1時間08分50秒  |
| 3年生(2019年度) | 第31回 3区-区間4位 23分58秒 | 第51回 7区-区間2位 52分24秒  | 第96回 1区-区間7位 1時間01分31秒 |
| 4年生(2020年度) | 第32回 （開催中止）         | 第52回 8区-区間11位 59分49秒 | 第97回 1区-区間6位 1時間03分18秒 |

## 自己記録
- 1500m - 3分49秒71（2018年4月21日、第262回日本体育大学長距離競技会）
- 3000m - 7分59秒68（2022年7月2日、ホクレンディスタンスチャレンジ士別大会）
- 5000m - 13分25秒50 (2024年5月19日、セイコーゴールデングランプリ陸上 2024 東京)
- 10000m - 28分13秒34（2022年12月10日、エディオン ディスタンスチャレンジ）
- ハーフマラソン - 1時間01分46秒（2019年2月3日、第73回香川丸亀国際ハーフマラソン）